# Wohnhaus Hutloher Straße 2
Das Wohnhaus Hutloher Straße 2, auch Stelling’sches Haus genannt, in der niedersächsischen Gemeinde Hechthausen, Samtgemeinde Hemmoor, im Landkreis Cuxhaven, stammt vom Anfang des 19. Jahrhunderts.
Aktuell (2024) wird es als Wohnhaus und Praxis genutzt.
Das Gebäude steht unter Denkmalschutz (siehe auch Liste der Baudenkmale in Hechthausen).

## Geschichte und Beschreibung
Hechthausen wurde 1233 als Hekethusen zum ersten Mal erwähnt. Adelsfamilien besaßen hier mehrere Rittergüter.
Das eingeschossige, traufständige, freistehende, gewinkelte Gebäude auf Sockel mit rückwärtigem Backsteinflügel nach Nordwesten, mit weit überstehenden reetgedeckten Satteldächern mit Schleppgaube, wurde 1810 für den wohlhabenden Kaufmann Nicolaus Ernst Wachsmuth (1787–1854) gebaut. Das regelmäßige Fachwerk mit Fußstreben, auskragenden Pfettenenden und mit profilierten Kopfbändern prägen die Hauptfassaden. Profilierte Tür- und Fensterrahmung mit flachen Giebelbekrönungen sind im Fachwerkbau. Eine zweiflügelige, profilierte Holztür mit Glaseinsätzen befindet sich an der Ostseite und eine Tür mit Oberlicht im südwestlichen Gebäudewinkel. Die Familie Stelling wohnte hier von 1898 bis 1986.
Nach dem Tod der letzten Hoferbin, erwarb die Gemeinde Hechthausen das Gebäude, ließ es sanieren und es dient heute als Zahnarztpraxis.
Das Landesdenkmalamt befand u. a.: „… seine untypische Grundrissform … ist markant platziert unmittelbar neben der Kirche im Ortskern …“